# La rivolta non si arresta
La rivolta non si arresta è un album del gruppo hardcore punk Tear Me Down.

## Tracce
1. Il carrozzone
2. Non appartengo
3. Se c'è un potere
4. Nei tuoi occhi
5. La mia vendetta
6. Eroe del sabato
7. Sciopero selvaggio
8. Giorno per giorno
9. Not Just Boys Fun
10. Città modello
11. Oltre la linea (in the Pit)
12. [...] onore [...]
13. Musica è commercio
14. Viterbo Hardcore
15. La isla bonita (Madonna)

## Formazione
- il Sardo - voce
- Adriano - chitarra
- Fiore - chitarra
- Caciotta - basso
- Capò - batteria